# Doudou-Birifor
Pour les articles homonymes, voir Doudou et Birifor.
Ne doit pas être confondu avec Doudou (Gbomblora).
Doudou-Birifor est une localité située dans le département de Gbomblora de la province du Poni dans la région Sud-Ouest au Burkina Faso.

## Géographie
Doudou-Birifor – dont le nom du village fait référence au peuple Birifor – se trouve à environ 15 km au sud du chef-lieu Gbomblora et à 3 km à l'ouest de la route nationale 11.

## Santé et éducation
Depuis le milieu des années 2010, Doudou-Birifor accueille un centre de santé et de promotion sociale (CSPS) tandis que le centre hospitalier régional (CHR) de la province se trouve à Gaoua.